# Gennadi Iwanowitsch Obaturow
Gennadi Iwanowitsch Obaturow (russisch Геннадий Иванович Обатуров, * 10. Januar (jul. 28. Dezember) 1915 in Malyje Saretschena, Gouvernement Wjatka; † 29. April 1996 in Moskau) war ein sowjetischer Offizier, er wurde im Zweiten Weltkrieg insgesamt fünf Mal verwundet und stieg dabei bis zum Brigadekommandeur auf. Nach dem Krieg erreichte er den Rang eines Armeegenerals.

## Leben
Obaturow wurde in eine im Gouvernement Wjatka ansässige Bauernfamilie hineingeboren. Sein Vater starb im Ersten Weltkrieg und hinterließ fünf Kinder. Nach dem Tod seiner Mutter Anfang der 1920er Jahre begann Obaturow bereits mit 9 Jahren, auf dem Feld zu arbeiten. Nach seiner Ausbildung arbeitete er ab 1933 als Produktionsleiter.
1935 meldete er sich freiwillig zur Roten Armee und wurde nach Abschluss seiner Ausbildung (Fachrichtung Panzer) 1938 nach Ostrussland versetzt. Im Anschluss studierte er an der Frunse-Akademie, die er 1941 abschloss und deren Leiter er später wurde.

### Im Zweiten Weltkrieg
Trotz Ausbruch des Deutsch-Sowjetischen Krieges wurde er zunächst mit der Akademie nach Taschkent (heute Usbekistan) verlegt und als Lehrer für Taktik eingesetzt. Im Mai 1942 wurde er als stellvertretender Stabschef der 160. Panzerbrigade an die Front geschickt. In den Reihen des 11. Panzerkorps nahm er an Defensivschlachten an der Brjansker Front teil. Weniger als einen Monat nach seiner Ankunft leitete er bereits einen Panzerangriff anstelle des verstorbenen Kommandanten, wurde am 11. Juli schwer verletzt und musste mehr als drei Monate lang in einem Krankenhaus in Kemerowo behandelt werden. Im September 1942 wurde er bei der 11. Armee der Nordwestfront zum Stabschef der 239. Panzerbrigade ernannt. Er wurde zweimal im Raum Demjansk verwundet, besonders schwer bei dem Kämpfen am 17. Februar 1943, sodass er wieder fast 8 Monate im Krankenhaus verbrachte. Nach der Heilung wurde er in den südlichen Abschnitt der sowjetisch-deutschen Front geschickt. Seit Oktober 1943 kämpfte er als Stabschef der 13. Garde-mechanisierten Brigade des 4. Garde-mechanisierten Korps (Generalmajor W. I. Schdanow) bei der 3. und 2. Ukrainischen Front. Er zeichnete sich in der Offensivoperation von Melitopol aus und wurde am 17. Oktober 1943 zum vierten Mal und später nochmals in der Operation Nikopol-Kriwoj Rog verwundet. Am 13. März 1944 übernahm er stellvertretend nach der schweren Verwundung von Oberst Nikodim Jefremowitsch Schtscherbakow während der Beresnegowatoje-Snigirjower Operation das Kommando der 13. Garde-mechanisierten Brigade. Am 17. März 1944 wurde er zum fünften Mal verwundet. Nach der Genesung nahm er als Stabschef der jetzt von Oberst Jakow Iwanowitsch Trozenko geführten Brigade an der Operation Jassy-Kischinew teil. Im Herbst 1944 fungierte er erneut als Kommandeur dieser Brigade und nahm an den Offensivoperationen von Belgrad und Budapest teil. Er beendete den Krieg in der Slowakei.

### Nachkriegskarriere
Im Anschluss an den Krieg wurde er kurzzeitig Kommandant eines mechanisierten Regiments und später eines selbstständigen Panzerbataillons. Zwischen Dezember 1945 und 1950 kommandierte er das 13. Garde-Regiment (mechanisiert). Zusätzlich absolvierte er 1950 die Militärakademie des Generalstabs der Streitkräfte der UdSSR, woraufhin er zum Kommandeur der 33. Garde-Division (mechanisiert) mit Standort in Timișoara/Rumänien ernannt wurde.
Am 3. Mai 1954 wurde er zum Generalmajor ernannt. Nach Ausbruch des Ungarischen Volksaufstandes wurde Obaturows Division nach Ungarn verlegt und erhielt den Befehl, die wichtigsten Gebäude des ungarischen Staates in Budapest zu besetzen. Am 24. Oktober kam Obaturow mit einer Vorausabteilung seiner Division in Budapest an. Er besaß zu diesem Zeitpunkt weder Kenntnisse über die Situation in der Stadt noch über die örtlichen Gegebenheiten und den Stadtplan. Die einmarschierenden Truppen wurden daher von verschiedenen Seiten attackiert. Im Zuge dessen erlitten die Truppen Verluste und wurden voneinander getrennt. Obaturow entschied selbstständig, den Vormarsch zu stoppen und Rundumsicherung einzusetzen. Während der nachfolgenden Straßenkämpfe gelang es Oburatow, die Verbindung zu allen Teilen wiederherzustellen. Mit Einverständnis des ungarischen Regierungschefs Imre Nagy räumte er die Hauptstadt, befahl aber einige Tage darauf die Erstürmung der Stadt. Für die Teilnahme an der Erstürmung Budapests wurde ihm der Suworow-Orden 2. Klasse verliehen. Noch im selben Jahr wurde die Division der neu aufgestellten Südgruppe unterstellt.
Im Februar 1958 wurde er Kommandeur des 12. Schützenkorps im Nordkaukasischen Militärbezirk, im Mai 1960 wurde er zum Kommandeur der 6. Garde-Panzerarmee im Militärbezirk Kiew ernannt, von Juli 1966 an war er Stellvertretender Kommandeur des Nordkaukasischen Militärbezirks. Im Mai 1968 wurde er auf den gleichen Posten im Militärbezirk der Karpaten versetzt. Für die erfolgreiche Teilnahme seiner Truppen an der Niederschlagung des Prager Frühlings erhielt er den Rotbannerorden. Im Juli 1969 wurde er mit der Führung des Militärbezirkes der Karpaten betraut und im Januar 1970 in seiner Position bestätigt.

### Politische Funktionen
Obaturow war seit 1940 Mitglied der KPdSU. Er wurde in den 1960ern zwei Mal zum Abgeordneten des Obersten Sowjets der Ukraine gewählt, war in den 1960er und 1970er Jahren Mitglied des Zentralkomitees der KP in der Ukraine und in der 8. Legislaturperiode zwischen 1970 und 1974 Abgeordneter des Obersten Sowjets der Sowjetunion.
Im August 1973 wurde er zum Ersten Stellvertretenden Generalinspekteur des Verteidigungsministeriums der UdSSR ernannt.
Im Januar 1979 wurde er als militärischer Berater zum Verteidigungsministerium der Sozialistischen Republik Vietnam entsandt und per Dekret des Präsidiums des Obersten Sowjets der UdSSR mit Datum vom 19. Februar 1979 in den Rang eines Armeegenerals befördert. Kurz nach seinem Eintreffen in Vietnam brach der Chinesisch-Vietnamesische Krieg aus. Er soll großen Einfluss auf die Entscheidungen der vietnamesischen politischen Kommandeure und militärischen Kommandeure gehabt haben. Ende März 1979 rückten alle chinesischen Kräfte aus Vietnam ab. Obaturow unterstützte in der Folge den Wiederaufbau der vietnamesischen Streitkräfte und den Aufbau der laotischen und kambodschanischen Streitkräfte.
Im November 1982 wurde er nach Moskau zurückbeordert und zum Kommandanten der Frunse-Akademie ernannt. Er blieb dies bis 1985 und wurde anschließend als Berater in das Generalinspektorengremium des Verteidigungsministeriums der UdSSR berufen. Er blieb dies bis zum Ende der Sowjetunion und seinem Altersruhestand im Jahr 1992.
Obaturow liegt auf dem Friedhof Trojekurowo begraben.

## Auszeichnungen
- zweifacher Träger des Lenin-Ordens
- Orden der Oktoberrevolution
- dreifacher Träger des Rotbannerordens
- Suworow-Orden II. Klasse
- zweifacher Träger des Ordens des Vaterländischen Krieges I. Klasse
- dreifacher Träger des Ordens des Roten Sterns